# Arhiducele Ferdinand Karl Viktor de Austria-Este
Ferdinand Karl Viktor (20 iulie 1821 – 15 decembrie 1849) a fost Arhiduce de Austria-Este și Prinț de Modena.

## Biografie
Născut la Modena, a fost al doilea fiu al lui Francisc al IV-lea de Modena și a soției acestuia, Maria Beatrice de Savoia. Bunica paternă a fost moștenitoare a Ducatului de Modena deoarece tatăl ei, Ercole al III-lea d'Este, nu avusese fii.
Ferdinand s-a căsătorit la 4 decembrie 1846 la Palatul Schönbrunn din Viena cu Arhiducesa Elisabeth Franziska de Austria, fiica Arhiducelui Josef Anton de Austria și a celei de-a treia soții, Ducesa Maria Dorothea de Württemberg. 
Elisabeth și Ferdinand au avut un singur copil, o fiică, Maria Theresa de Austria-Este (1849–1919), care a devenit ultima regină a Bavariei.
Ferdinand, care era Feldmarschalleutnant, a murit la Brno la numai câteva luni după ce a împlinit vârsta de 28 de ani, de tifos. Văduva lui s-a recăsătorit cu Arhiducele Karl Ferdinand de Austria.